# 힉소스

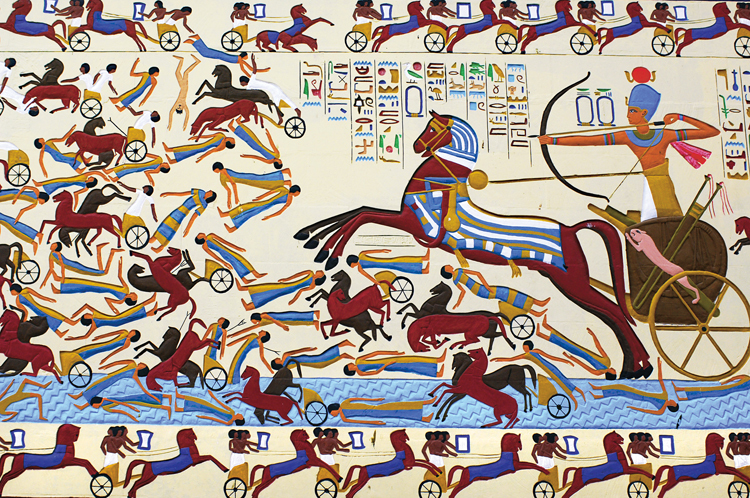
아흐모세 1세가 힉소스인들을 전투에서 치는 장면

힉소스(Hyksos) 또는 히스코스는 이집트의 북동쪽으로부터 이집트의 나일강 델타 지역의 동부를 침략하여 고대 이집트의 제2중간기를 개창한 아시아 계통의 호전적인 인종이다. 이집트인들에게는 말을 타고 싸우는 그들이 처음이었기에 쉽게 정복되고 말았다. 기원전 17세기에 세력을 키웠고, 하이집트와 중이집트를 108년간 통치했다. (고대 이집트의 제15왕조 및 제16왕조. 그들은 이집트에 새로운 활과 말이 끄는 전차 등 신무기를 들여왔다. 신왕국 시대를 연 제18왕조의 개창자 아흐모세 1세는 힉소스의 수도 아바리스를 정복하고 셈족 유목민들의 지배 세력인 그들을 삼각주 밖으로 추방하였다. 일부 학자들은 이러한 힉소스인들의 패퇴가 출애굽 전승의 기원이 되었을 것이라고 본다. 기원전 12세기의 셈족 패퇴를 제외한 초기 철기 시대(기원전 12-11세기) 이전의 기록상으로 시나이반도를 거쳐 가나안 땅으로 쫓겨난 것은 힉소스인들이 유일하기 때문이기도 하다. 지배 세력은 이집트 바깥으로 쫓겨났지만 적지 않은 수의  셈족 유목민들은 삼각주 내에 남았고, 그들은 신왕국 시대 때까지 삼각주 지역에 거주하였다. 물론, 힉소스인들이 이스라엘인의 선조였다는 주장은 사실상 낭설이며, 이스라엘 핑켈슈타인을 포함한 힉소스 패퇴를 출애굽으로 보는 학자들은 기원전 8세기 이스라엘이 영토를 확장하면서 가나안 저지대의 사람들이 가지고 있었을 힉소스 패퇴에 대한 전승을 수입하거나 영향을 받은 것으로 본다. 참고로, 핑켈슈타인은 람세스 시대인 제19-20왕조 동안에 셈족 노예들이 도망쳤을 가능성은 어느 정도 존재한다는 것에 동의를 표했으며, 이것이 출애굽의 기원이 되었거나 힉소스 패퇴처럼 전승에 영향을 미쳤을 수는 있다는 것에 대해서 열린 입장을 취하고 있다. 
유대인과 창세기, 출애굽기가 바로 이 시절과 연관이 깊다는 설이 있다. 일반적으로 창세기는 힉소스 왕조와, 출애굽기는 신왕국 시대의 제18, 19왕조와 관련이 있다고 여겨진다.

## 힉소스인 파라오 목록

### 이집트 제15왕조 파라오 목록
이집트 제15왕조의 알려진 군주는 다음과 같다.
- 살리티스

| 이름        | 재위                                               |
| ----------- | -------------------------------------------------- |
| 사키르-하르 | 아바리스에서 발견된 이름 이전의 재위 순서는 불분명 |
| 키얀        | 기원전 1620년?                                     |
| 아포피스    | 기원전 1580년? ~ 기원전 1540년?                    |
| 카무디      | 기원전 1540년? ~ 기원전 1534년?                    |

### 힉소스 파라오 목록
- 셰시 (재위 기원전 1674- ? ) 1 또는 3년
- 야쿠브헤르 (재위 기원전 - ? )
- 키얀 30-40년
- 아페피 1세 - 40년 또는 그 이상
- 아페피 2세

## 같이 보기
- 미탄니
- 카시트인
- 불레셋인
- 마르얀누